# Phillip Friis Andersen
Phillip Friis Andersen (* 10. April 1991 in Kopenhagen) ist ein ehemaliger dänischer American-Football-Spieler auf der Position des Kickers. In der Saison 2021 spielte er für die Hamburg Sea Devils in der European League of Football (ELF). Neben seiner sportlichen Laufbahn gründete er 2020 sein eigenes Gin-Label.

## Werdegang
Andersen begann 2012 bei den Amager Demons auf einer Insel südlich von seiner Geburtsstadt Kopenhagen mit dem American Football. Bei den Demons war er sowohl als Punter als auch als Wide Receiver im Einsatz. Im Jahr 2013 ging er für die Herlev Rebels an den Start, mit denen er die 4-Helmet-Trophy gewann. Zur Saison 2014 wechselte Andersen zu den Berlin Adlern in die höchste deutsche Spielklasse. Bei den Adlern kam er in zehn GFL-Spielen zum Einsatz und fing dabei 13 Pässe für 255 Yards. Darüber hinaus verwandelte er fünf von acht Field-Goal-Versuchen und verzeichnete bei 34 Extrapunkt-Versuchen keinen Fehlschuss. Auf internationaler Ebene trug er mit acht erzielten Punkten zum Gewinn des Eurobowls XXVIII gegen die New Yorker Lions aus Braunschweig bei. Bei der American-Football-Europameisterschaft 2014 war er Teil der dänischen Nationalmannschaft und belegte dabei den sechsten Rang.
2015 kehrte Andersen nach Dänemark zurück und spielte in den folgenden beiden Saisons für die Søllerød Gold Diggers in der National Ligaen. Im ersten Jahr stand er mit den Gold Diggers im Mermaid Bowl, verpasste jedoch mit 17:21 gegen die Triangle Razorbacks den Gewinn der dänischen Meisterschaft. Im Februar 2017 wurde Andersens Wechsel zu den Berlin Rebels in die German Football League bekannt: „Es gibt zwei Gründe für den Wechsel nach Berlin. Ich liebe diese Stadt und Coach Kuci sieht die besondere Bedeutung der Special Teams“, so der Däne. In der Saison 2017 absolvierte Andersen alle Spiele für die Rebels. Seine Punts und Kickoffs wiesen meist eine hohe Qualität auf, sodass sie kaum retourniert werden konnten. Mit 88 erzielten Punkten war Andersen der zweitbeste Scorer des Teams. Er erzielte zehn Field Goals sowie 58 Extrapunkte. Im Jahr 2018 lag seine Quote verwandelter Field Goals bei 64 Prozent, doch konnte er 42 der 44 Extrapunkt-Versuche erfolgreich abschließen. Sowohl als Punter als auch als Kicker gehörte er zu den statistisch besten Athleten der Saison. Nach dem Saisonende wurde er für die Position des Punters in das GFL All Star Team North berufen.
Im Frühjahr 2019 nahm Andersen während der Senior-Bowl-Woche am Husted Kicking Pro Camp in Mobile teil. Dort wurden die Tampa Bay Buccaneers auf ihn aufmerksam und statteten ihn schließlich nach weiteren Tests in Tampa Bay mit einem Future Contract aus. Ende April 2019 wurde er von den Buccaneers entlassen. Andersen war Teil des globalen Drafts 2021 der Canadian Football League, doch wurde er trotz vielversprechender Vorgespräche von keinem Team ausgewählt. Zur historisch ersten Saison der European League of Football 2021 wurde er von den Hamburg Sea Devils verpflichtet. „Phillip ist in Europa ein Ausnahmespieler auf seiner Position“, so der General Manager Max Paatz. Andersen hatte sich zuvor proaktiv angeboten. Entscheidend für diesen Schritt war Cheftrainer Ted Daisher, der bereits als Special Team Coordinator in der NFL einige Erfolge feiern konnte, allerdings nach dem dritten Spieltag von den Sea Devils entlassen wurde. Den Fokus auf die Special Teams behielten die Hamburger im Training jedoch bei. Bereits am ersten Spieltag entschied Andersen mit einem verwandelten Field Goal von der 16-Yard-Linie vier Sekunden vor Schluss das Spiel gegen die Frankfurt Galaxy mit 17:15 für die Sea Devils. Beim letzten Saisonspiel der Hauptrunde für die Hamburger verwandelte Andersen ein Field Goal aus einer Entfernung von 59 Yards, womit er einen neuen Weitenrekord in der Premierensaison der ELF aufstellte. Zum Abschluss der regulären Saison führte er sowohl alle Kicking- als auch die Punt-Statistiken an, wurde aber nur als Kicker in das ELF All Star Team berufen, welches gegen eine US-Auswahl antrat. Darüber hinaus bekam er die Auszeichnung des ELF Special Teams Player of the Year verliehen. Bei der Saisonabschlussfeier der Sea Devils wurde Andersen auch teamintern zum Special Teams Player MVP gewählt. Vom Sportmagazin American Football International wurde Andersen zum Jahresende in das AFI’s All-Europe Team 2021 ernannt.
Am 12. Januar 2022 gab Andersen sein Karriereende bekannt.

## Statistiken
| Jahr                                             | Team               | Spiele 1 | Kicking     | Kicking     | Kicking     | Kicking     | Kicking     | Kicking     | Kicking     | Kicking     | Kicking | Kicking | Kicking | Kicking  | Kicking  | Kicking  | Punting | Punting | Punting | Punting | Punting | Punkte |
| Jahr                                             | Team               | Spiele 1 | Field Goals | Field Goals | Field Goals | Field Goals | Field Goals | Field Goals | Field Goals | Field Goals | PATs 2  | PATs 2  | PATs 2  | Kickoffs | Kickoffs | Kickoffs | Punting | Punting | Punting | Punting | Punting | Punkte |
| Jahr                                             | Team               | Spiele 1 | FGM         | FGA         | Pct         | 01–39       | 40–49       | 50–99       | Lng         | Blk         | XPM     | XPA     | Pct     | KO       | Avg      | TB       | Pun     | Yds     | Avg     | TB      | I20     | Punkte |
| ------------------------------------------------ | ------------------ | -------- | ----------- | ----------- | ----------- | ----------- | ----------- | ----------- | ----------- | ----------- | ------- | ------- | ------- | -------- | -------- | -------- | ------- | ------- | ------- | ------- | ------- | ------ |
| German Football League                           |                    |          |             |             |             |             |             |             |             |             |         |         |         |          |          |          |         |         |         |         |         |        |
| 2014                                             | Berlin Adler       | 10       | 05          | 08          | 62,5        | 4–5         | 1–1         | 0–0         | 46          | 0           | 034     | 034     | 100,0   | 048      | 59,4     | 11       | 026     | 1084    | 41,7    | 0       | 11      | 049    |
| 2017                                             | Berlin Rebels      | 15       | 10          | 15          | 66,6        | 5–6         | 3–4         | 2–5         | 51          | 1           | 058     | 065     | 089,2   | 089      | 60,7     | 50       | 037     | 1561    | 42,2    | 0       | 16      | 088    |
| 2018                                             | Berlin Rebels      | 15       | 16          | 25          | 64,0        | 10–18       | 5–9         | 1–4         | 52          | 0           | 042     | 044     | 095,5   | 075      | 62,5     | 31       | 048     | 1969    | 41,0    | 2       | 19      | 090    |
| GFL Gesamt                                       | GFL Gesamt         | 40       | 31          | 48          | 64,6        | 19–29       | 9–14        | 3–9         | 52          | 1           | 134     | 143     | 093,7   | 212      | 61,0     | 92       | 111     | 4614    | 41,6    | 2       | 46      | 227    |
| European League of Football                      |                    |          |             |             |             |             |             |             |             |             |         |         |         |          |          |          |         |         |         |         |         |        |
| 2021                                             | Hamburg Sea Devils | 12       | 26          | 32          | 81,3        | 17–19       | 6–8         | 3–5         | 59          | 0           | 34      | 38      | 089,5   | 071      | 63,2     | 39       | 042     | 1853    | 44,1    | 3       | 13      | 112    |
| ELF Gesamt                                       | ELF Gesamt         | 12       | 26          | 32          | 81,3        | 17–19       | 6–8         | 3–5         | 59          | 0           | 34      | 38      | 089,5   | 071      | 63,2     | 39       | 042     | 1853    | 44,1    | 3       | 13      | 112    |
| Quellen: stats.gfl.info, europeanleague.football |                    |          |             |             |             |             |             |             |             |             |         |         |         |          |          |          |         |         |         |         |         |        |

## Sonstiges
In seiner Jugend spielte Andersen als Torwart Fußball.
Andersen bezeichnet sich selbst als einen Kicker, der punten kann. Durch diese Selbstbeschreibung wird sein Fokus auf den Placekick deutlich, wenngleich er seine Punttechniken weiterhin zu verbessern versucht. Nach eigenen Angaben beherrschte der Däne während der ELF-Saison 2021 drei unterschiedliche Puntarten (Directional, Middle, Pooch), bei denen sich der Griff am Ball sowie das Fallenlassen des Footballs unterscheiden.
Andersen vertreibt seit 2020 gemeinsam mit zwei Freunden unter dem Namen Amager Gin in Dänemark ein eigenes Gin-Label. Seine Leidenschaft entwickelte er als Barkeeper in einer Gin-Bar in Kopenhagen. Später arbeitete er auch in Kalifornien als Barkeeper, um Geld für die Arbeit mit einem Kicking-Coach aufzubringen.